# Văleni (Stănișești), Bacău
Văleni este un sat în comuna Stănișești din județul Bacău, Moldova, România.